# Раст, Брайан (музыкальный критик)
Брайан Артур Лоуэлл Раст (англ. Brian Arthur Lovell Rust; 19 марта 1922, Лондон — 5 января 2011, Суонедж, графство Дорсет) — британский музыкальный критик и библиограф, специалист по дискографии джаза.
Первоначально работал банковским клерком, в годы Второй мировой войны отказался от армейской службы по убеждениям и занимался пожаротушением во время бомбардировок Лондона. На протяжении многих лет собирал коллекцию джазовых записей. На рубеже 1950—1960 гг. играл на ударных в группе Original Barnstormers Spasm Band, исполнявшей музыку в стиле скиффл.
В 1945—1960 гг. работал в фонотеке BBC, в 1948 г. дебютировал как музыкальный критик на страницах журнала Gramophone. В 1951 г. отправился в США для того, чтобы на месте пополнить свои данные о ранней джазовой дискографии, почерпнутые из архивов, но недостаточно полные и точные. Результатом этой работы стал справочник «Джазовые записи. 1897—1942» (англ. Jazz Records 1897-1942), впервые изданный в 1961 году и выдержавший множество дополняемых переизданий (последняя версия, два тома общим объёмом 1971 страница, вышла в 2002 году под редакцией Малкольма Шоу). Другие справочные издания, подготовленные Растом, — «Дискография американских танцевальных ансамблей, 1917—1942» (англ. The American Dance Band Discography 1917-1942; 1975), «Британский мюзик-холл в записях» (англ. British Music Hall on Record; 1979), «Дискография исторических цилиндровых и долгоиграющих записей» (англ. Discography of Historical Records on Cylinders and 78s; 1979). К разысканиям Раста, как утверждают специалисты, восходит не только современный набор представлений об истории джазовой звукозаписи, но и многие новейшие переиздания записей, о которых ценители и специалисты узнавали из его труда.
Именем Брайана Раста названа компьютерная программа, формирующая базу данных по музыкальным аудиозаписям.